# 秥蟬縣神祠碑
秥蟬縣神祠碑（韓語：점제현 신사비）是漢樂浪郡秥蟬縣長在祭祀山神平山君的神祠所立之碑，1913年由日本考古學家今西龍於日治朝鮮平安南道龍岡郡海雲面雲坪洞的於乙洞古城东北方的農田中發現，碑身的上部已经殘損，餘碑身高五尺，宽三尺六寸，厚度为四寸。碑文隶书，共七行八十字，其中可識讀者五十余字。碑文的前半部分為序，後半部分為辭，内容为“□□□年四月戊午秥蟬長□□□□丞屬國會□□□□□□神祠刻石辭曰：□平山君，德配岱嵩，□□□□，□佑秥蟬，興甘風雨，惠閏土田，□□壽考，五穀豐成，盜賊不起，□□蟄臧，出入吉利，咸受神光”。